# Première circonscription d'Hazebrouck
La première circonscription d'Hazebrouck était une circonscription législative française que comptait le département du Nord sous la Troisième République  de 1876 à 1885, de 1889 à 1919 et de 1928 à 1940.

## Description géographique et démographique
La première circonscription d'Hazebrouck, partie intérieure de la Flandre française, est située entre la Belgique et le Pas-de-Calais, la circonscription est centrée autour de la ville d'Hazebrouck.  
Elle regroupait les divisions administratives suivantes :  canton de Cassel ; canton d'Hazebrouck-Nord ; canton d'Hazebrouck-Sud ; canton de Steenvoorde.

## La circonscription de 1876 à 1885

### Historique des députations
| Législature     | Début de mandat | Fin de mandat   | Député élu             | Parti politique     | Observations |
| --------------- | --------------- | --------------- | ---------------------- | ------------------- | ------------ |
| 1re législature | 20 février 1876 | 20 juin 1877    | Émile Massiet du Biest | Centre gauche       |              |
| 2e législature  | 14 octobre 1877 | 27 octobre 1881 | Alexis de La Grange    | Union des Droites   |              |
| 3e législature  | 21 août 1881    | 9 novembre 1885 | Alphonse Outters       | Gauche républicaine |              |

## La circonscription de 1889 à 1919

### Historique des députations
| Législature     | Début de mandat   | Fin de mandat   | Député élu                        | Parti politique   | Observations |
| --------------- | ----------------- | --------------- | --------------------------------- | ----------------- | ------------ |
| 5e législature  | 22 septembre 1889 | 14 octobre 1893 | Joseph Bosquillon de Frescheville | Union des Droites |              |
| 6e législature  | 3 septembre 1893  | 31 mai 1898     | Jules-Auguste Lemire              |                   |              |
| 7e législature  | 8 mai 1898        | 31 mai 1902     | Jules-Auguste Lemire              |                   |              |
| 8e législature  | 27 avril 1902     | 31 mai 1906     | Jules-Auguste Lemire              | Non-inscrit       |              |
| 9e législature  | 6 mai 1906        | 31 mai 1910     | Jules-Auguste Lemire              | Non-inscrit       |              |
| 10e législature | 24 avril 1910     | 31 mai 1914     | Jules-Auguste Lemire              | Indépendant       |              |
| 11e législature | 10 mai 1914       | 7 décembre 1919 | Jules-Auguste Lemire              | Non-inscrit       |              |

## La circonscription de 1928 à 1940

### Historique des députations
| Législature     | Début de mandat | Fin de mandat     | Député élu       | Parti politique     | Observations                                                                                    |
| --------------- | --------------- | ----------------- | ---------------- | ------------------- | ----------------------------------------------------------------------------------------------- |
| 14e législature | 29 avril 1928   | 31 mai 1932       | René André Faure | Indépendant         |                                                                                                 |
| 15e législature | 8 mai 1932      | 31 mai 1936       | René André Faure | Indépendant         |                                                                                                 |
| 16e législature | 3 mai 1936      | 21 septembre 1939 | Gabriel Plancke  | Gauche indépendante | Un décret de juillet 1939 a prorogé jusqu'au 31 mai 1942 le mandat des députés élus en mai 1936 |